# Anthony Annan
Anthony Gildas Kofi Annan (Accra, 21 juli 1986) is een Ghanees voetballer die bij voorkeur als middenvelder speelt.Annan debuteerde in 2007 in het Ghanees voetbalelftal. Hij speelde in Nederland voor Vitesse.

## Erelijst
HJK Helsinki
- Fins landskampioen

2017